# Mark (Östtyskland)

Aluminiummynt från 1978

Mark var den valuta som användes i Östtyskland. 1 Mark motsvarade 100 pfennig och valutakoden var DDM.
Den östtyska marken var en icke-konvertibel valuta. Det var förbjudet att importera eller exportera mynt eller sedlar och ingen officiell växelkurs existerade. Den östtyska utrikeshandeln skedde med konvertibla valutor (vanligen D-Mark eller USA-dollar) eller i form av byteshandel. Den 1 juli 1990, ca 3 månader före Tysklands förenande den 3 oktober 1990, genomfördes en valutaunion och D-marken infördes även i DDR för återstoden av dess existens. DDR-medborgarnas sparkapital växlades om efter komplicerade beräkningsmallar.

## Historia

### Införande
20 juni 1948 avskaffades riksmarken, Reichsmark i de västliga ockupationszonerna och D-marken infördes av Bank Deutscher Länder, senare Deutsche Bundesbank. Nu kom bestånden av riksmark som blivit värdelösa att i stora mängder hamna i den sovjetiska ockupationszonen där riksmarken fortfarande var giltigt betalningsmedel. Detta orsakade en plötslig inflation där Östtysklands privata kontantbestånd över en natt blev i princip värdelösa. 23 juni 1948 skedde en nödåtgärd då man till ett värde av maximalt 70 riksmark kunde växla valuta, där de sovjetiska myndigheterna helt enkelt klistrade på värdemärken om ägare kunde påvisa sedlarnas korrekta ursprung. När man genomförde valutareformen till Deutsche Mark (der Deutschen Notenbank) var det bara dessa riksmark som växlades. 

### Valutareform
I och med författningsändringarna 1968 och 1974 fjärmade sig DDR-ledningen mer och mer från det ursprungliga målet om ett återförenat Tyskland och döpte om mycket till "...der DDR", där man tidigare haft namnet "Deutsch...".  Därför ändrades beteckningen Deutsche Mark till Mark der DDR och Deutsche Notenbank till Staatsbank der DDR. Den framförallt i Västtyskland så kallade Ostmark som gavs ut av Deutsche Notenbank i Östberlin behöll den officiella beteckningen Deutsche Mark fram till 1964 i DDR. I samband med ett utbyte av pengar följde namnbytet till Mark der Deutschen Notenbank (MDN). Nya sedlar och mynt ersatte från 1967 Deutsche Notenbanks befintliga sedlar. I vardagsspråket sade man bara "Mark" om "Mark der DDR", för att avgränsa sig från västs Deutsche Mark sa man informellt även Ostmark. Många mynt med beteckningen Deutsche Mark var dock i cirkulation in på 1980-talet. De ersattes successivt av mynt med samma utseende men med texten "Mark".

## Valörer
Mynt: 1, 2, 5 och 10 Mark samt 1, 5, 10, 20 och 50 pfennig. Flertalet mynt präglades i aluminium.
Sedlar: 5, 10, 20, 50, 100, 200 och 500 DDM (200 och 500 DDM hade tryckts men hann inte ges ut)

### Murens fall och valutaunion
| DDR:s valutor                | DDR:s valutor | DDR:s valutor   | DDR:s valutor    |
| ---------------------------- | ------------- | --------------- | ---------------- |
| Namn                         | Förk.         | Introducerad    | Borttagen        |
| Deutsche Mark                | DM            | 31 oktober 1951 | 31 juli 1964     |
| Mark der Deutschen Notenbank | MDN           | 1 augusti 1964  | 31 december 1967 |
| Mark der DDR                 | M             | 1 januari 1968  | 30 juli 1990     |

Efter Berlinmurens fall 1989 skedde öppet, om än fortfarande illegala, valutaväxlingar där kursen under en kort tid låg på 1:10 men snabbt lade sig på 1:5. Först när valutaunionen var i sikte stabiliserade sig kurserna igen. Växlingskursen låg fram till valutaunionen på 1:3. Till denna kurs kunde man hos Staatsbank der DDR växla i båda riktningar utan begränsningar fram till 30 juni 1990. Båda valutorna fick nu obehindrat gå mellan den tysk-tyska gränsen. Växlingskursen vid införandet av D-marken i DDR låg på 1:2 och privatpersoner kunde växla 1:1 upp till 4000 Mark. Valutaunionen 1 juli 1990 innebar att Mark der DDR ersattes av D-mark som lagligt betalningsmedel i DDR. DDR-mynt upp till 50 pfennig var under en övergångsperiod fortfarande giltiga på DDR:s territorium, då Bundesbank inte fick fram tillräckligt med kontanter.